# Nello Celio
Nello Celio (Quinto, cantón del Tesino, Suiza, 12 de febrero de 1914-Berna, 29 de diciembre de 1995) fue un político y jurista suizo. Ocupó los cargos de consejero estatal del cantón del Tesino, consejero nacional y consejero federal, en representación del Partido Liberal Radical Suizo. Durante el año 1972 ejerció el cargo de Presidente de la Confederación Suiza. También fue capitán del ejército suizo durante la Segunda Guerra Mundial.

## Biografía
Nello Celio era hijo de Romeo Celio y Margherita Ciossi, profesora de primaria. Tras estudiar en la escuela cantonal de comercio de Bellinzona, cursó estudios de Derecho en las universidades de Berna y Basilea, donde se licenció en 1937. Al regresar al Tesino, abrió una notaría en Faido y en 1944 fue nombrado fiscal de Sopraceneri (parte alta del cantón). En 1946 entró en el Consejo de Estado, en representación del Partido Liberal Radical, y asumió la dirección de los departamentos de Construcciones y Militar del cantón del Tesino. En 1959 abandonó el Consejo de Estado, y en 1963 resultó elegido miembro de la cámara baja del parlamento federal, el Consejo Nacional, donde permaneció hasta su elección como miembro del Consejo Federal.
Fue elegido miembro del Consejo Federal el 14 de diciembre de 1966, y en 1972 asumió el cargo de Presidente de la Confederación Suiza. Dimitió del Consejo Federal en diciembre de 1973.
Durante sus años en el Consejo Federal dirigió los siguientes departamentos:
- de 1967 a 1968 el Departamento Militar;
- de 1968 a 1973 el Departamento Federal de Finanzas y Aduanas.

En 1973 se retiró a la vida privada, aunque mantuvo su influencia en el mundo político y económico cantonal y federal. También fue capitán del ejército suizo.
Tras su muerte, ocurrida en Berna el 29 de diciembre de 1995, sus cenizas fueron depositadas en el cementerio de Chiggiogna.

## Resultados electorales
- 1966: Elegido para el Consejo Federal con 136 votos (mayoría absoluta: 117 votos)
- 1967: Reelegido como Consejero Federal con 180 votos (mayoría absoluta: 100 votos)
- 1970: Elegido Vicepresidente del Consejo Federal con 193 votos (mayoría absoluta: 103 votos)
- 1971: Reelegido Consejero Federal con 194 votos (mayoría absoluta: 103 votos)
- 1971: Elegido Presidente de la Confederación con 179 votos (mayoría absoluta: 103 votos)